# روبرت فارلي
روبرت فارلي (بالإنجليزية: Rupert Farley)‏ هو ممثل بريطاني، ولد في 4 أغسطس 1957 في المملكة المتحدة.

## وصلات خارجية
- روبرت فارلي على موقع IMDb (الإنجليزية)
- روبرت فارلي على موقع ميوزك برينز (الإنجليزية)
- روبرت فارلي على موقع قاعدة بيانات الفيلم (الإنجليزية)